# Pomacentrus komodoensis
Pomacentrus komodoensis là một loài cá biển thuộc chi Pomacentrus trong họ Cá thia. Loài này được mô tả lần đầu tiên vào năm 1999.

## Từ nguyên
Từ định danh được đặt theo tên gọi của đảo Komodo, nơi mà mẫu định danh của loài cá này được thu thập (–ensis: hậu tố biểu thị nơi chốn).

## Phạm vi phân bố và môi trường sống
P. komodoensis hiện chỉ được biết đến tại đảo Komodo của Indonesia. P. komodoensis sống tập trung trên nền đáy nhiều đá cuội, gần những rạn san hô ở độ sâu đến 4 m.

## Mô tả
Chiều dài lớn nhất được ghi nhận ở P. komodoensis là 8 cm.
Số gai ở vây lưng: 13; Số tia vây ở vây lưng: 13; Số gai ở vây hậu môn: 2; Số tia vây ở vây hậu môn: 13–14; Số gai ở vây bụng: 1; Số tia vây ở vây bụng: 5.

## Sinh thái học
Thức ăn của P. komodoensis bao gồm tảo và các loài động vật phù du. Cá đực có tập tính bảo vệ và chăm sóc trứng.